# Soccer (videojuego)
Soccer es un videojuego deportivo desarrollado por Intelligent Systems y publicado por Nintendo como parte de la Sports Series de Nintendo Entertainment System. 

## Lanzamiento
Fue lanzado el 9 de abril de 1985 en Japón, y en marzo de 1987 en Estados Unidos y el 15 de enero de 1987 en Europa. Tuvo en Japón una versión para Famicom Disk System, lanzada el 21 de febrero de 1986.
Además, es uno de los juegos de NES que aparece en Animal Crossing. También es posible descargarlo a través de la Virtual Console de Wii.
Es uno de los títulos que aparece en el  catálogo de NES para los usuarios de Nintendo Switch Online.

## Modo de juego
El juego permite de uno a dos jugadores asimultaneos. El objetivo es patear el balón hasta que entre en el arco oponente. En el medio tiempo y la presentación aparecen unas animadoras, un detalle que se ha perdido en las nuevas sagas de fútbol. Se puede escoger entre tiempos de 15, 30 y 45 minutos. Con el botón B se dan pases, mientras que con el A se patea el balón. 

## Equipos
- Brasil
- España
- Francia
- Alemania
- Inglaterra
- Japón
- Estados Unidos